# Kristjan Kangur
Kristjan Kangur, né le 23 octobre 1982 à Pärnu (Estonie) est un joueur international estonien de basket-ball mesurant 2,02 m.

## Biographie
Ailier polyvalent, il a commencé sa carrière professionnelle au Kalev Tallinn, où il est resté trois saisons, remportant les titres nationaux 2002 et 2003, ainsi que la Coupe d'Estonie 2001. En 2004, il signe au Bayer Giants Leverkusen, où il reste deux saisons avant de revenir en Estonie au BC Kalev jusqu'à l'été 2009, remportant trois Coupe d'Estonie (2006, 2007, 2008) et une fois le championnat (2009).
Membre de l'équipe nationale d'Estonie depuis 2002, Kangur s'est engagé avec l'ASVEL Lyon-Villeurbanne.
Cet ailier polyvalent remplace numériquement Amara Sy. Son entraîneur Vincent Collet dit de lui : « Joueur athlétique, il va nous apporter la dureté et l’intensité nécessaires cette année en Euroleague. Kristjan peut évoluer sur les postes 3 et 4, où la qualité de son jeu sans ballon et son agressivité aux rebonds seront importants dans notre collectif. »
En septembre 2013, il quitte le Montepaschi Sienne pour rejoindre le Pallacanestro Varèse.

## Palmarès
- Champion d'Estonie 2002, 2009
- Vainqueur de la Coupe d'Estonie 2002, 2003, 2007, 2008, 2009
- Vainqueur de la Semaine des As 2010

## Statistiques
- 2004-2005 : Bayer Giants Leverkusen (Allemagne) 23 matchs 3,9 points, 2,3 rebonds
- 2005-2006 : Bayer Giants Leverkusen (Allemagne) 30 matchs 6,5 points, 3,5 rebonds
- 2006-2007 : BC Kalev / Cramo Tallinn (Estonie) FIBA EuroCoupe : 9 matchs, 6,3 points, 4,1 rebonds, Ligue baltique : 29 matchs, 10,8 points, 6,3 rebonds
- 2007-2008 : BC Kalev Ligue estonienne : 18 matchs, 12,8 points, 6,2 rebonds ULEB Cup : 10 matchs, 12,9 points, 5,4 rebonds, Ligue baltique : 21 matchs, 11,8 points, 5,9 rebonds
- 2008-2009 : BC Kalev Ligue estonienne : 21 matchs, 12 points, 4,4 rebonds, EuroChallenge : 6 matchs, 10 points, 5,2 rebonds, Ligue baltique : 19 matchs, 10,5 points, 6,7 rebonds